# Сталинградское суворовское военное училище
Сталинградское Суворовское военное училище (СгСВУ) — военное образовательное учреждение, располагавшееся первоначально в городе Астрахань и существовавшее в период с 1943 по 1961 годы.

## История
- Сталинградское СВУ формировалось с 22 сентября по 1 декабря 1943 года в г. Астрахани.
- Официальное открытие состоялось 19 декабря 1943 года, тогда же училищу было вручено Красное Знамя и Грамота Президиума Верховного Совета СССР.
- Училище существовало до сентября 1961 года. Расформировано как Оренбургское СВУ на основании директивы Главнокомандующего Сухопутными войсками от 27 февраля 1961 года. Красное Знамя училища и Грамота Президиума Верховного Совета СССР переданы на постоянное хранение в Центральный музей Советской Армии.

Училище дважды переименовывалось:
- Директивой ГК СВ № ОШ/5/1453 от 12.11.1957 года — в Чкаловское СВУ,
- Директивой ГК СВ № ОШ/1/267118 от 25.01.1958 года — в Оренбургское СВУ.

## Деятельность
СгСВУ находилось в Астрахани 3 учебных года. К августу 1946 года оно было передислоцировано в город Чкалов и расположилось в комплексе военного городка бывшего Неплюевского кадетского корпуса.
Училище произвело 14 выпусков суворовцев. Первый состоялся с 1948 году: всего 51 выпускник, среди них золотой и серебряный медалисты. Выпуски суворовцев проводились ежегодно до 1961 года. Всего в военные учебные заведения из СгСВУ было направлено 1067 человек.
Более 30 выпускников Сталинградского СВУ защитили диссертации и имеют степени докторов и кандидатов наук, звания старших научных сотрудников, доцентов и профессоров. Среди суворовцев-сталинградцев есть известные ученые, артисты, композиторы, писатели, журналисты, спортсмены, работники промышленности и строительства. За выполнение своего воинского долга и трудовые успехи более 70 человек, окончивших СгСВУ, награждены орденами. Генерал-полковник авиации Альберт Бобровский первым в стране награждён орденом «За службу Родине в Вооружённых Силах СССР» трех степеней.

### Начальники училища
- 1943—1945 — генерал-майор Субботин, Михаил Тихонович (Сталинградское СВУ)
- 1945—1950 — гвардии генерал-майор Детиненко, Иван Степанович (Сталинградское СВУ)
- октябрь 1950 — май 1958 — генерал-майор Мещеряков, Михаил Михайлович, Герой Советского Союза (Сталинградское/Чкаловское СВУ)
- 1958—1961 — генерал-майор Овчаров, Александр Михайлович, Герой Советского Союза (Оренбургское СВУ)

### Выпускники училища
- Бобровский, Альберт Иванович — генерал-полковник авиации, начальник Липецкого центра боевого применения и переучивания лётного состава ВВС[1].
- Колесов, Владлен Серафимович — генерал-полковник, суворовец первого выпуска 1943-1949
- Мартьянов, Дмитрий Павлович — заслуженный летчик-испытатель СССР, первый лётный наставник Юрия Гагарина.
- Махлянкин, Владлен Михайлович — работал в космическом измерительном комплексе начальником лаборатории по расчёту орбит[2].
- Хрипунов, Виль Константинович — деятель литературы, суворовец первого выпуска[3].